# Chiesa di Santa Tecla (Barumini)
La chiesa di Santa Tecla è un edificio religioso del XVII secolo situato a Barumini, centro abitato della Sardegna centrale, consacrato al culto cattolico e facente parte della parrocchia dell'Immacolata Concezione, arcidiocesi di Oristano.

## Storia
Nel 1704, per concessione del testamento del Don Giovanni Pisano, un commissario del Santo Ufficio, si disponevano i suoi beni per la restaurazione e riparazione della chiesa: così, l'anno dopo, la pavimentazione vecchia fu sostituita con l'ardesia e venne collocata una campana con la scritta Ave Maria. Nel 1706 venne restaurato il tetto ligneo, recintato l'atrio e preparato il materiale per l'edificazione della sagrestia (eseguita nel 1729). Gian Luigi Cubani, si era nel 1787, ordinò la costruzione di dieci loculi e destinò la chiesa al cimitero pubblico sino all'anno 1885, quando venne edificato il cimitero comunale. In origine vi erano tredici dipinti alti tre palmi, un Cristo, un antico retablo, l'argenteria, il paliotto dell'altare e un tabernacolo del XVII secolo (prima conservato nella chiesa di san Francesco e regalato dal P. Bonaventura di Barumini).

## Descrizione
La struttura si trova esattamente nel crocevia del paese (viale Umberto I) e lo stile architettonico prende spunto da quello catalano-aragonese - a seguito della dominazione spagnola in Sardegna - ma anche dal tardo-gotico. È inoltre probabile che sia stata edificata al di sopra di una chiesa ancora più antica che rispettava il medesimo stile. La chiesa è posta più in basso rispetto al livello della strada, ragion per cui è stata raccordata ad essa con dei gradini in pietra, formando un sedile attorno al portale d'accesso.
L'architrave del portone poggia su due mensole a volute e l'oculo, un rosone di forma ottagonale traforato con motivi curvi, è costruito in vetro. A coronamento della facciata minimalista una stretta cornice orizzontale sulla quale vi sono merli e mensole, conformemente allo stile delle "chiese-fortezze" aragonesi. Vi sono anche pilastri crociati e a sostegno della struttura anche solidi contrafforti perimetrali. Al di sopra del rosone vi è un campanile a vela chiuso da una monofora ogivale.
Per quanto riguarda l'ambiente interno, vi è un'unica navata, l'atrio e la sagrestia risalgono al XVIII secolo e la sala è di pianta rettangolare con due ingressi, uno sul lato sud e uno sul lato ovest, due campate e archi traversi a tutto sesto. Il presbiterio è situato in fondo alla sala, affiancato da due banchi in pietra. Alle spalle dell'altare si trovano due rosoni gotici, una croce lignea e una nicchia contenente la statua della Madonna.